# Neşe Atik
Neşe Atik (* 1954) ist eine türkische Klassische Archäologin.

## Leben
Neşe Atik studierte ab 1974 an der Universität Istanbul bei Jale İnan und war als deren Assistentin tätig. Von 1983 bis 1989 studierte sie an der Universität Freiburg, wo sie bei Volker Michael Strocka promoviert wurde.
1994 bis 1996 war sie Assistentin an der Mimar Sinan Üniversitesi, von 1998 bis 2007 dort Dozentin. Von 2009 bis 2012 lehrte sie als Professorin an der Ahi Evran Üniversitesi in Kırşehir, von 2012 bis 2021 an der Namık Kemal Üniversitesi in Tekirdağ und seit 2021 an der İstanbul Rumeli Üniversitesi.
Seit dem Jahr 2000 leitet sie die Ausgrabungen in Heraion Teichos zwischen  Tekirdağ und Marmara Ereğlisi.
Seit 2001 ist sie korrespondierendes Mitglied des Deutschen Archäologischen Instituts.

## Veröffentlichungen (Auswahl)
- Die Keramik aus den Südthermen von Perge (= Istanbuler Mitteilungen Beiheft 40). Wasmuth, Tübingen 1995, ISBN 3-8030-1739-4 (= Dissertation)